# Дом Ротта
Дом Ротта (чеш. Rottův dům) — здание в центре Праги, в историческом районе Старе-Место, на Малой площади. Здание находится между домом «У Белого льва» и домом «У Чёрного ягнёнка». Охраняется как памятник культуры с 1958 года.

## История
Здание стоит на месте, которое уже в 1405 году занимал дом, известный как «У страуса» (чеш. «U pštrosů»). Следующий владелец, Ян Охс (чеш. Jan Ochs), переименовал его в «У вола» (чеш. «U vola») или «У волка» (чеш. «U volka»). Около 1500 года владельцем первоначального здания становится Ян Пытлик (чеш. Jan Pytlík), который в 1488 году принимал участие в первом издании Библии на чешском языке, и с тех пор он назывался «Pytlíkovský dům». До сих пор современное злание иногда называют одним из старых названий.
Позже, изначальное одноэтажное здание было перестроено в  стиле Возрождения и было известно своим щипцом и отделкой сграффито.
В 1850 году здание перешло в собственность компании, основанной Винценцом Роттом (чеш. Vincenc Josef Rott) и тогда же получило название «Rottův dům». В 1896-1897 годах его сын, Ладислав Ротт (чеш. Ladislav Rott), поручил Франтишеку Киндлу (чеш. František Kindl) перестроить дом в стиле неоренессанса в универсальный магазин с галереей и складами в подвальном помещении. Фасад был украшен растительными мотивами и изображениями аллегорий ремёсел и сельского хозяйства (кузнец, плотник, дровосек, жнец, домохозяйка, садовник), которые были выполнены Ладой Новаком (чеш. Láďa Novák) и Арноштом Хофбауэром (чеш. Arnošt Hofbauer) по проекту Миколаша Алеша. В люнетах изображены орудия труда. Между первым и вторым этажами нанесена крупная надпись «V. J. Rott», а между вторым и третьим этажами нанесена надпись более мелким шрифтом, цитата из Святовацлавского Хорала, «Не дай погибнуть ни нам, ни детям нашим, Святой Вацлав!» (чеш. «Nedej zahynouti nám ni budoucím Sv. Wáclave!»).
В 1922–1923 годах архитектором Франтишеком Шлаффером (чеш. František Schlaffer) была проведена ещё одна реконструкция здания.
Семья Роттов владела зданием до 1948 года, когда они были вынуждены эмигрировать. После национализации их бывший универмаг продолжил работу. После событий 1989 года легендарный магазин Роттов сменился сначала магазином по продажи деликатесов, затем магазином элитного стекла и, наконец, рестораном сети «Hard Rock Cafe».

## Описание
Здание выделяется своим богато расписанном фасадом в неоренессансном стиле. Фасад здания увенчивает карниз с люнетами, а над ним располагается аттик с вазами, с геральдическим щитом в центре. В подвальном помещении сохранились остатки первоначального романского здания. Остальные подвальные помещения выполнены в готическом стиле.
рыла сохранились два прямоугольных профилированных готических портала.

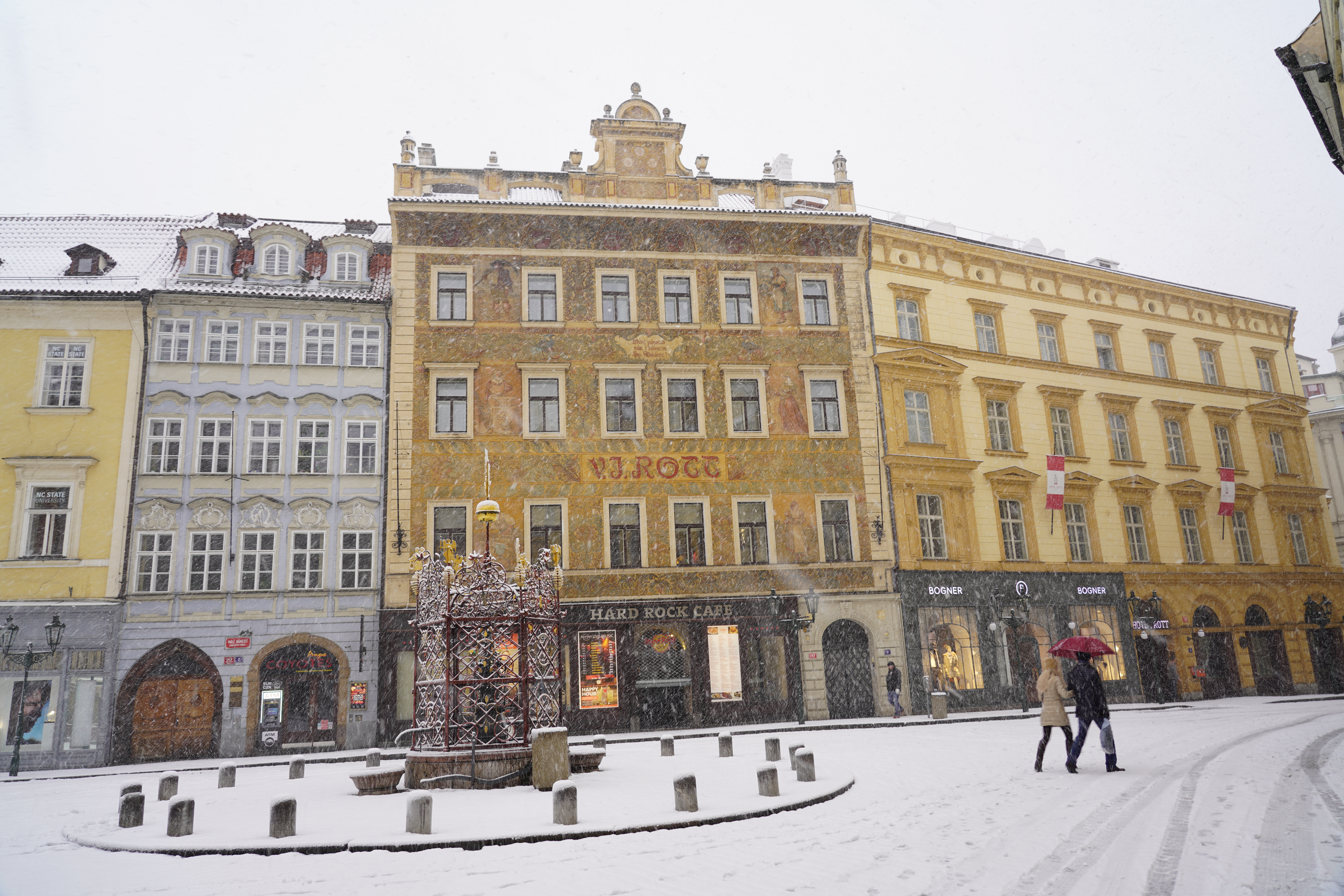
Слева направо — дом «У Белого льва», Дом Ротта и дом «У Чёрного ягнёнка»
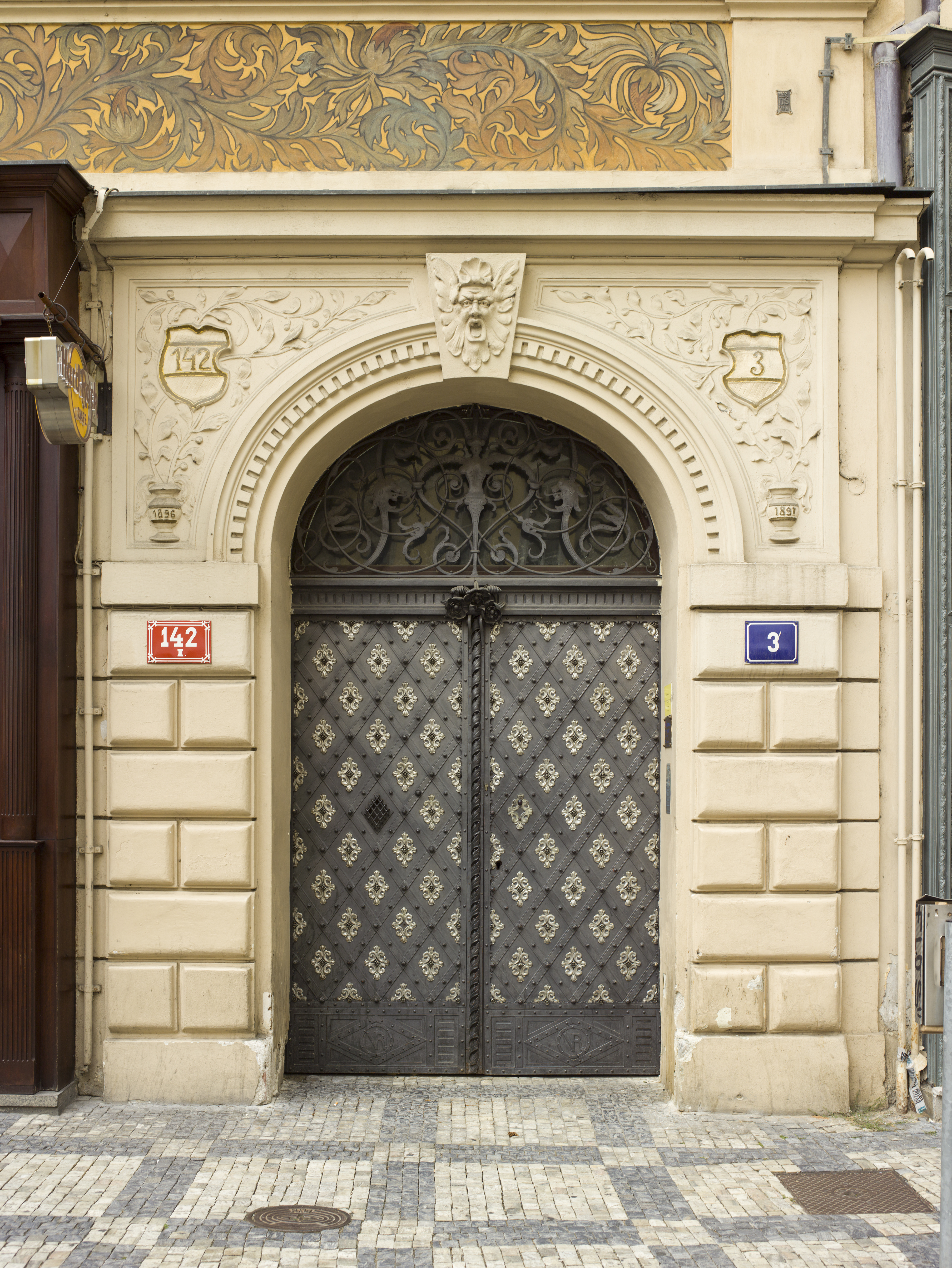
Портал парадного входа
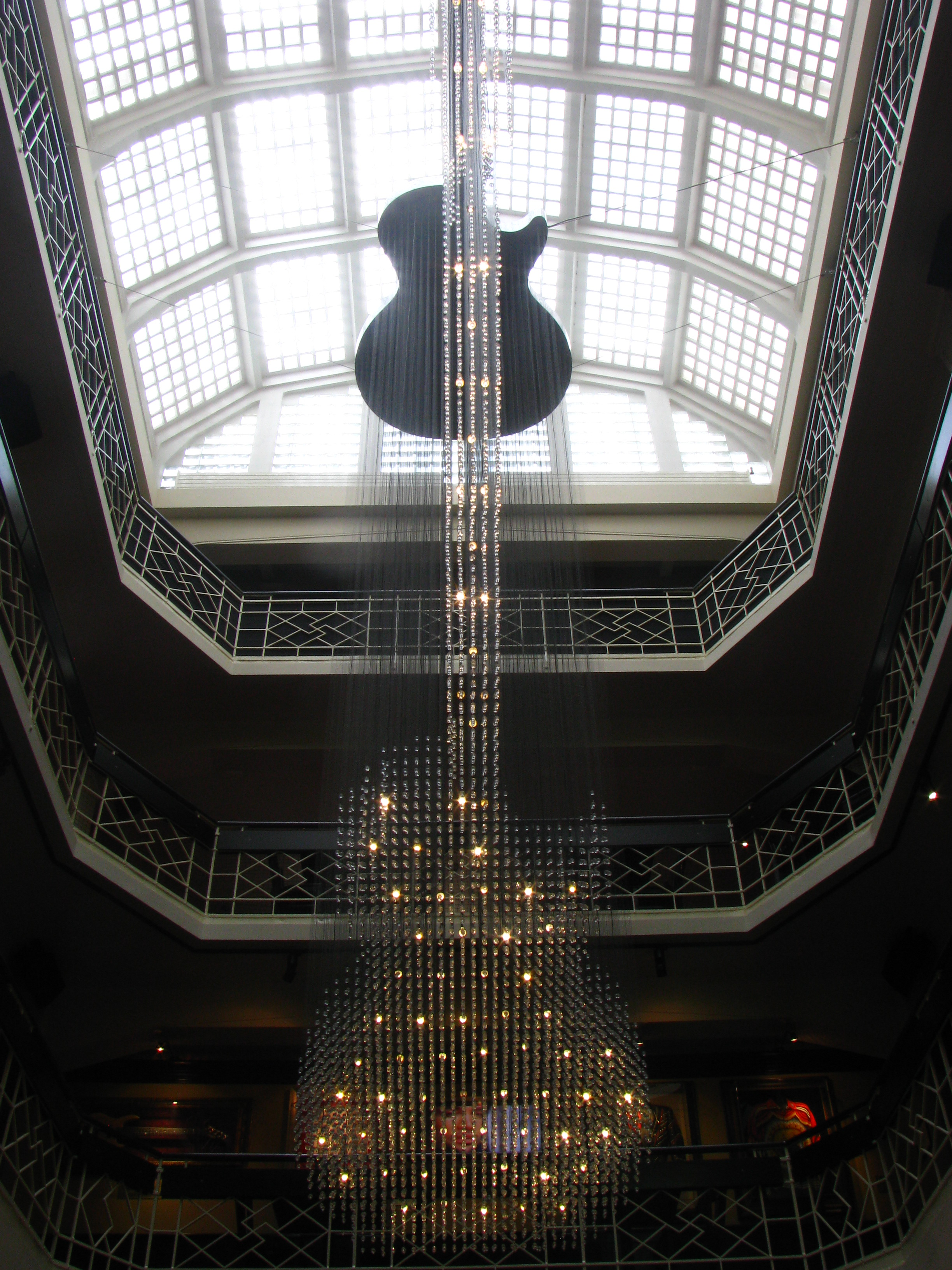
Aтриум